# Блокнот (Microsoft)
Блокно́т (англ. Windows Notepad) — простий текстовий редактор, який входить до складу Windows та дозволяє створювати текстові документи. Вперше ця програма була випущена в 1983 році як програма для MS-DOS і була включена в усі версії Microsoft Windows, починаючи з Windows 1.0 в 1985 році.

## Історія
Microsoft представила Multi-Tool Notepad, текстовий редактор, який керувався маніпулятором «миша», написаний Річардом Броді, з першою мишею від Microsoft Microsoft Mouse в травні 1983 року на виставці COMDEX в Атланті. Також там був представлений Multi-Tool Word, розроблений Чарльзом Симоні сумісний з мишею. Ціна на комплект з Microsoft Mouse, Microsoft Word, Notepad та навчального посібника починалась зі 195$. Початкові продажі були нечисленними, оскільки малий функціонал дозволяв виконувати тільки базові дії. За пропозицією Роуленда Хенсона, який також переконав Білла Гейтса змінити назву «Менеджер інтерфейсу» на «Windows» перед випуском Windows 1.0, ім'я Multi-Tool було прибрано з назв програм. Принцип Хенсона був таким, що «бренд є героєм». Люди не пов'язували самостійне ім'я Multi-Tool з Microsoft. Роуленд хотів зробити Microsoft «героєм», тому в назвах «Microsoft» замінило «Multi-Tool».

## Особливості

Microsoft Блокнот 1.01 був випущений в 1985 як частина Windows 1.01, на зображенні відкрито файл та діалогове вікно

Блокнот в Windows 10.

Блокнот — це звичайний редактор текстових даних. Створені файли, як правило, зберігаються з розширенням .txt, не містять тегів форматування або стилів, що робить програму придатною для редагування системних файлів для використання їх в середовищі DOS, а іноді й вихідного коду для подальшої компіляції чи виконання, зазвичай через командний рядок. Програма використовує незначні системні ресурси, завдяки цьому забезпечується швидкий запуск та час обробки, навіть на слабкому апаратному забезпеченні. Блокнот підтримує написання зліва направо та справа наліво. Історично Блокнот не відображав правильно нові рядки в UNIX- або Mac OS Classic-стилі. Однак, 8 травня 2018, Microsoft заявила, що вони вирішили цю проблему. Оновлений редактор з підтримкою розриву рядка LF чи CR доступний в Windows 10 починаючи з випуску 17713. Блокнот пропонує лише основні функції маніпулювання текстом, такі як пошук. Лише останні випуски Windows містять оновлену версію Блокнот із функцією пошуку та заміни. Проте, він має набагато меншу функціональність у порівнянні з повномасштабними редакторами.
До Windows 95, єдиним доступним шрифтом для блокнот був FixedSys. Windows NT 4.0 і 98 надали можливість змінити цей шрифт. Починаючи з Windows 2000, шрифт за замовчуванням був змінений на Lucida Console. В Windows 8 типовий шрифт знову був змінений вже на Consolas. Однак шрифт впливає лише на те, як текст відображається користувачеві та як він друкується, а не як файл зберігається на диску.
До Windows Me майже не було гарячих клавіш та функцій підрахунку рядків. Починаючи з Windows 2000, додано гарячі клавіші для звичайних завдань, таких як створити, відкрити та зберегти, а також статус бар з лічильником (доступний лише тоді, коли вимкнено «перенесення по словах»).
У Windows NT-версіях Windows Блокнот може редагувати традиційні 8-бітні текстові файли, а також текстові файли Юнікод (як UTF-8, так і UTF-16 (UTF-16LE та UTF-16BE)).
Блокнот також має просту вбудовану функцію журналювання. Кожного разу, коли відкривається файл, на початку якого надруковано .LOG, програма вставляє час та дату в кінець файлу.
Блокнот може приймати текст з буфера обміну Windows. Коли дані буфера обміну з кількома форматами вставляються в Блокнот, програма приймає тільки текст у форматі CF_TEXT. Це корисно для очищення тексту від стилів та вбудованих шрифтів з форматованого тексту, наприклад, при копіюванні тексту з вебсторінки та вставлення в повідомлення електронної пошти або іншого текстового редактора WYSIWYG. Форматований текст можна тимчасово вставити в Блокнот, а потім відразу скопіювати знову без зайвого форматування, щоб вставити в іншу програму.
Блокнот може друкувати файли, але друкує неправильно, якщо ввімкнено перенесення по словах. Колонтитули та поля можуть бути встановлені та налаштовані під час підготовки до друку файла в розділі «Параметри сторінки». Дату, назву файлу та іншу інформацію можна розмістити у верхніх і нижніх колонтитулах з різними кодами, що складаються з амперсанда ('&'), за яким слідує буква.

## Обмеження
Блокнот використовував вбудований клас вікон EDIT. Максимальний розмір файлу, який може бути відкритий цим редактором, залежить від обмежень операційної системи на розмір класу вікон EDIT. При цьому для кожної версії Windows цей ліміт відрізняється. Через обмеження ОС версії Notepad, що поставлялись з Windows 3.0, Windows 3.1 та Windows 3.11, не могли відкрити файли розміром більше 54 КБ, зі свого боку Майкрософт рекомендувала не відкривати файли розміром більше 45 Кбайт, цікаво, що при цьому офіційна порада щодо вирішення проблем, яку надає Microsoft «Використовувати інший текстовий редактор». Ця межа була збільшена до 64 КБ у Windows 95 (таке обмеження збереглося і в Windows 98 та Windows Me) і при відкритті більшого файлу користувача перенаправляло до WordPad. У версії Notepad, що постачається разом із Windows XP, ліміт становить 32 МБ, при цьому, якщо користувач намагався відкрити більший файл, програма відображала повідомлення «Цей файл завеликий для Блокнот. Використовуйте інший редактор для редагування файлу». У Windows 11 Блокнот використовує контрольний елемент RichEdit. Новіші версії Блокнот можуть відкривати файли розміром приблизно до 1 ГБ, а при перевищенні ліміту з'являється діалогове вікно з пропозицією вибрати інший текстовий редактор.

### Виявлення Unicode
Windows NT-версія Блокнота, інстальована за замовчуванням на Windows 2000 та Windows XP, здатна виявляти файли з кодуванням Юнікод, навіть якщо вони не мають маркера порядку байтів (BOM). Для цього використовується функція Windows API, що називається IsTextUnicode(). Проте ця функція є недосконалою, вона неправильно ідентифікує деякий ASCII-текст, надрукований в нижньому регістрі, у форматі UTF-16. В результаті, Блокнот розцінює файл, що містить фразу «аааа ааа ааа ааааа» («4-3-3-5») як двобайтовий текстовий файл Unicode і спробує показати його як такий. Якщо встановлено шрифт з підтримкою китайської мови, відображаються дев'ять китайських символів (桴獩愠灰挠湡戠敲歡). Інші китайські символи він відображає як квадрати.
Дехто неправильно трактував цю проблему як «великоднє яйце», залишене розробниками. Багато фраз, які відповідають схемі «4-3-3-5» (у тому числі англ. this app can break — «цей додаток може зламатися») з'явилися в Інтернеті як містифікація. Це питання було вирішено в Windows Vista та новіших версіях Блокнот.

## Конкуруюче ПЗ
Блокнот не вимагає блокування файлу, який він відкриває, тому він може відкривати файли, вже відкриті іншими процесами, користувачами чи комп'ютерами, на відміну від WordPad. Крім того, оскільки Блокнот не має розширених функцій форматування, багато людей вважають простий мінімалістичний інтерфейс легким та швидшим в використанні для базових текстових операцій (його вигляд не змінювався з Windows 3.1, а меню було востаннє змінено в Windows XP, коли пункти «Формат» та «Перегляд» замінили пункт «Пошук»). Редактор MS-DOS, особливо після оновлення в Windows 95, де він став додатком MDI, також забезпечує безліч функцій, які ніколи не пропонував Блокнот.
Існує багато альтернатив Блокноту з додатковою функціональністю, включаючи як вільне програмне забезпечення (наприклад Notepad++ і Notepad2), так і безкоштовне ПЗ (наприклад TED Notepad).
Блокноту не вистачає багатьох основних функцій, доступних в інших текстових редакторах, таких як вибір блоку тексту та MDI.
В Блокноті, який є базовим текстовим редактором, відсутні розширені функції такі як підсвітка синтаксису, згортання блоків коду, регулярні вирази, макроси, підтримка кодових сторінок та колірних схем.